# Friedrich II. (Rietberg)
Graf Friedrich II. von Rietberg († 25. Dezember 1322) war von 1302 bis 1322 Graf von Rietberg und Sohn von Friedrich I. von Rietberg.
Am 20. Januar 1302 schlossen die Brüder Friedrich II. und Konrad II. einen Erbvergleich und teilten die Grafschaft auf. Konrad II. erhielt Rietberg, Friedrich II. das Burglehen Senden. Den übrigen Besitz teilten die beiden unter sich auf. Nach dem Tode Konrads II. regierte Friedrich II. zusammen mit seinem Neffen Otto I. Friedrich II. starb am 25. Dezember 1322. Da er nur Töchter hatte, fiel die gesamte Grafschaft an Otto I.
Auf dem Grabstein des Grafen im Kloster Marienfeld stand:
Anno Dni. MCCCXXIII VIII. Cal. Jan. Obiit
Fridericus comes de Retberg.
Anima eius requi. In p. Amen
In deutscher Übersetzung:
Im Jahre des Herrn 1323, am 25. Dezember, starb
Friedrich Graf von Rietberg.
Seine Seele ruhe in Frieden. Amen.

## Ehe und Nachkommen
Friedrich II. war mit Poncelina von Dortmund († nach 1325) verheiratet. Aus dieser Ehe gingen zwei Töchter hervor.
- Beatrix, erwähnt um 1325.
- Adelheid, erwähnt um 1325.